# Vatomandry Airport
Vatomandry Airport är en flygplats i Madagaskar. Den ligger i den centrala delen av landet, 160 km öster om huvudstaden Antananarivo. Vatomandry Airport ligger 5 meter över havet.
Terrängen runt Vatomandry Airport är platt. Havet är nära Vatomandry Airport åt sydost.